# Walter Davis (basketspelare)
Walter Paul Davis, född 9 september 1954 i Pineville i Mecklenburg County, North Carolina, död 2 november 2023 i Charlotte, North Carolina, var en amerikansk basketspelare.
Walter Davis tog emot utmärkelsen NBA Rookie of the Year Award 1978, en utmärkelse som lagkamraten från OS 1976 Adrian Dantley fått före Davis. Phil Ford tog året därpå över utmärkelsen, och även Ford var med i det vinnande OS-laget.

## Landslagskarriär
Walter Davis tog OS-guld i basket 1976 i Montréal. Detta var USA:s åttonde guld i herrbasket i olympiska sommarspelen.

## Lag
- Phoenix Suns (1977–1988)
- Denver Nuggets (1988–1991)
- Portland Trail Blazers (1991)
- Denver Nuggets (1991–1992)